# Elección general en Guatemala de Guatemala de 2015
La elección presidencial de Guatemala de 2015 en el departamento de Guatemala se llevó a cabo el domingo 6 de septiembre de 2015, y en ellas se renovaron los titulares de los cargos de elección popular de la República de Guatemala. Ninguno de los candidatos obtuvo más del 50% de los votos por lo que se convocó a una segunda vuelta realizada el domingo 25 de octubre de 2015.

## Resultados
|  | 35.20 % |

|  | 12.84 % |

|  | 11.21 % |

|  | 11.06 % |

|  | 10.50 % |

|  | 4.60 % |

|  | 4.12 % |

|  | 3.56 % |

|  | 1.67 % |

|  | 1.35 % |

|  | 1.18 % |

|  | 0.99 % |

|  | 0.91 % |

|  | 0.72 % |

|  | 2.54 % |

|  | 2.91 % |

|  | 100.00 % |

### Segunda vuelta
|  | 83.00 % |

|  | 17.00 % |

## Resultados electorales
Estos son los alcaldes electos por partidos políticos
| Departamento | Municipio             | Nombre                       | Partido |
| ------------ | --------------------- | ---------------------------- | ------- |
| Guatemala    | Ciudad de Guatemala   | Álvaro Arzú                  |         |
| Guatemala    | Villa Nueva           | Edwin Escobar                |         |
| Guatemala    | Santa Catarina Pinula | Victor Alvarizaes Monterroso |         |
| Guatemala    | Chinautla             | Brenda Del Cid Medrano       |         |
| Guatemala    | Mixco                 | Neto Bran                    |         |
| Guatemala    | San José Pinula       | Miguel Ángel Solares         |         |
| Guatemala    | Villa Canales         | Julio Marroquín              | PP      |
| Guatemala    | Petapa                | Luis Alberto Reyes           | PP      |
| Guatemala    | Amatitlán             | Mara Marroquín Flores        | UNE     |
| Guatemala    | Fraijanes             | Aníbal Albizurez             |         |